# Novosofiivka, Snihurivka
Novosofiivka (în ucraineană Новософіївка) este un sat în comuna Barativka din raionul Snihurivka, regiunea Mîkolaiiv, Ucraina.

## Demografie
Componența lingvistică a localității Novosofiivka
     Ucraineană (90,34%)
     Rusă (8,41%)
     Alte limbi (0,9%)
Conform recensământului din 2001, majoritatea populației localității Novosofiivka era vorbitoare de ucraineană (90,34%), existând în minoritate și vorbitori de rusă (8,41%).